# Fush Yu Mang
Fush Yu Mang è il primo album del gruppo pop rock statunitense Smash Mouth, pubblicato nel 1997 dalla Interscope Records.

## Tracce
1. Flo – 2:13
2. Beer Goggles – 2:01
3. Walkin' on the Sun – 3:27
4. Let's Rock – 2:50
5. Heave-Ho – 3:47
6. The Fonz – 3:39
7. Pet Names – 2:20
8. Padrino – 3:45
9. Nervous in the Alley – 2:32
10. Disconnect the Dots – 2:49
11. Push – 2:50
12. Why Can't We Be Friends? – 4:50

## Formazione
- Steve Harwell - voce
- Greg Camp - chitarra, cori
- Paul De Lisle - basso, cori
- Kevin Coleman - batteria

### Altri musicisti
- Eric Valentine - tastiere, percussioni
- Les Harris - sassofono
- John Gibson - tromba
- John Grove - trombone